# Шо, Вирджиния М.
Вирджиния Шо (англ. Virginia M. Schau; 23 февраля 1915, North Sacramento — 28 мая 1989) — фотограф-любитель, первая женщина, удостоенная Пулитцеровской премии за фотографию. Премия была присуждена ей в 1954-м году за снимок «Избавление на мосту через Пит», сделанный 3 мая 1953-го года и опубликованный в местной прессе.
Вирджиния родилась и всю жизнь провела в Калифорнии. Окончила частный Тихоокеанский университет в Стоктоне со степенью бакалавра музыки и бакалавра искусств. Вышла замуж за военного, Уолтера Шо (Walter S. Schau, 1914—1984), вышедшего в отставку в чине подполковника, и жила домохозяйкой. У супругов был сын — Курт.
Когда Вирджиния получила премию, ей было 39 лет.
Вирджиния Шо умерла 28 мая 1989-го года в возрасте 74-х лет. Спустя пять дней в самой читаемой газете Западного побережья опубликован некролог, отдающий дань её памяти.
Похоронена на Национальном кладбище «Золотые ворота» (Golden Gate National Cemetery) в Сан-Бруно, пригороде Сан-Франциско, известном тем, что в нём располагается штаб-квартира компании YouTube.